# Opeatostoma pseudodon
Opeatostoma pseudodon, comúnmente denominado caracol espinoso o de pie rojo, es una especie de gasterópodo marino perteneciente a la familia Fasciolariidae. Es una especie carnívora. Se le puede encontrar entre rocas durante la marea baja.

## Clasificación y descripción
Su concha es de color blanco con un periostraco de color amarillo-marrón. Presenta varias bandas de color marrón obscuro a lo largo de toda la concha, generalmente se intercala una banda gruesa y una banda tan delgada que parece una línea. Espira corta. Vuelta del cuerpo relativamente grande. Su característica principal es una prolongación o “diente” delgado en el labio externo.

## Distribución
La especie Opeatostoma pseudodon se distribuye desde Cabo San Lucas, California a través del Golfo de California, en México y al sur hasta Perú.

## Hábitat
Habita en el intermareal rocoso.

## Estado de conservación
Hasta el momento en México no se encuentra en ninguna categoría de protección, ni en la Lista Roja de la IUCN (International Union for Conservation of Nature) ni en CITES (Convención sobre el Comercio Internacional de Especies Amenazadas de Fauna y Flora Silvestres).